# Metronome Film & Television
Metronome Film & Television är en brittiskägd skandinavisk koncern för film- och TV-produktion. 2009 köptes bolaget upp av brittiska Shine Group för 60 M£ (764 M SEK), som i sin tur ägs av amerikanska News Corporation. 
I Metronome ingår bland annat Meter Television (Sverige), Stockholm-Köpenhamn (Sverige), Friday TV (Sverige), Filmlance International (Sverige), Mekaniken Post Produktion (Sverige), Rubicon TV (Norge), Metronome Spartacus (Norge), Metronome Productions (Danmark), Studios (Danmark) och Metronome Film & Television (Finland).